# Tajemnica wydrążonej iglicy
Tajemnica wydrążonej iglicy (Wydrążona iglica) (fr. L’Aiguille creuse) – powieść autorstwa Maurice’a Leblanca opisująca przygody Arsène’a Lupina. Podobnie jak w poprzednich dwóch książkach Arsène’a Lupina opowiadania były wydawane we francuskim magazynie „Je sais tout” od listopada 1908 do maja 1909 roku. Powieść została wydana z pewnymi modyfikacjami w czerwcu 1909 roku.
Serie wydawnicze
- Klasyka Kryminału (Biblioteka Bluszcza)
- Biblioteka „Katolika” (tom: 19)
- jako Wydrążona iglica w serii: Klasyka francuskiego kryminału (Wydawnictwo CM)

Cykle
- Arsène Lupin (tom: 3)

Inne wersje książki
- Wydrążona igła: Powieść (tłum. S. R.)
- Wydrążona iglica[1][2]

## Fabuła
Arsène Lupin ma za przeciwnika Isidora Beautrelet, młodego ucznia i detektywa amatora. Akcja toczy się w fikcyjnym miasteczku Ambrumésy i innych francuskich miastach na początku XX wieku.
"Wydrążona iglica" to drugi sekret królowej Marii Antoniny i Cagliostro, przekazany przez królów Francji i przywłaszczony sobie przez Arsène’a Lupina. Słynna skalna "igła" zawiera najbardziej bajeczny skarb, jaki kiedykolwiek można było sobie wyobrazić: posagi królowych, perły, rubiny, szafiry i diamenty, itp., fortunę królów Francji.
Kiedy Isidore Beautrelet odkrywa Château de l’Aiguille w pobliżu Crozant nad brzegiem Creuse, myśli, że znalazł rozwiązanie zagadki. Nie zdaje sobie jednak sprawy, że król Francji Ludwik XIV kazał zbudować zamek, aby zmylić prawdziwy trop, który w rzeczywistości prowadzi do "igły" na wybrzeżu Normandii, na północ od Hawru, gdzie ukrywa się Arsène Lupin, znany również jako Louis Valméras.

## Źródła inspiracji
Postać Isidore’a Beautreleta wydaje się być inspirowana Josephem Rouletabille’em, bohaterem powieści Gastona Leroux Tajemnica żółtego pokoju (1907).
Jedna z postaci Wydrążonej iglicy nazywa się Herlock Sholmès, co jest oczywistym nawiązaniem do Sherlocka Holmesa, słynnego detektywa stworzonego przez Arthura Conana Doyle’a. Do czasu wydania Wydrążonej iglicy ukazały się cztery z sześciu zbiorów opowiadań, które tworzą kanon opowiadań z Sherlockiem Holmesem.

## Odniesienia historyczne
Powieść pełna jest odniesień do historii Francji, zwłaszcza w rozdziale "Historyczna zagadka". W tym rozdziale odkrywamy list otwarty M. de Massiban, z Académie des Inscriptions et Belles-Lettres (Akademia Inskrypcji i Literatury Pięknej), publicznie ujawniający istnienie tajemnicy wydrążonej iglicy. W 1679, za panowania Ludwika XIV, człowiek, którego tożsamość pozostaje nieznana, opublikował książkę ujawniającą tę samą tajemnicę. Jednak sto wydrukowanych egzemplarzy zostało zarekwirowanych, a następnie spalonych. Autor został potajemnie uwięziony: był to słynny człowiek w żelaznej masce. Kapitan gwardii królewskiej, M. de Larbeyrie, dyskretnie uratował jeden egzemplarz przed płomieniami. Został on jednak zamordowany sześć miesięcy później w pobliżu Gaillon, a przy nim znaleziono diament najwyższej jakości. W papierach zamordowanego znajdowała się odręczna notatka. Nie wspominał w niej o książce, która została uratowana z płomieni, ale podał streszczenie pierwszych rozdziałów tego słynnego dzieła. Dokument wspominał o sekrecie znanym królom Anglii, utraconym przez nich, gdy Henryk VI popadł w obłęd, a jego kuzyn Ryszard, książę Yorku, przejął tymczasowo regencję nad królestwem. Ten sam sekret Joanna d'Arc przekazała francuskiemu królowi Karolowi VII, a dotyczył on bajecznego królewskiego skarbu, który narastał przez wieki. Stał się on tajemnicą państwową, która była przekazywana z władcy na władcę w formie listu, za każdym razem ponownie pieczętowanego, wręczanego na łożu śmierci zmarłego, opatrzonego słowami: "Za króla Francji".
Kiedy Ludwik XVI był więziony podczas rewolucji francuskiej w więzieniu Temple, pilnował go żołnierz, potomek kapitana, który uratował księgę przed pożarem. Suweren powierzył mu tajną wiadomość dotyczącą "Wydrążonej iglicy", którą miał przekazać Marii Antoninie, aby ją uratować. Chociaż posłaniec odniósł sukces w swojej misji, wiadomość dotarła za późno, ponieważ wkrótce po jej otrzymaniu królowa została skazana na szafot. Zdążyła go jednak ukryć w wyklejce swojej księgi godzinek, którą powierzyła swojemu ulubieńcowi Axelowi de Fersenowi (księga trafiła do Muzeum Carnavaleta). W tym czasie żołnierz, który w czasach terroru zmienił nazwisko na Larbrie, miał obsesję na punkcie tej tajemnicy i postanowił ją rozwiązać. Studiował wszystkich autorów łacińskich, kroniki Francji i krajów sąsiednich, dzieła przechowywane w klasztorach, księgi rachunkowe, kartularze, traktaty... Uzyskał on następujące informacje:
- W 56 r. p.n.e. w III księdze Komentarzy do wojny galijskiej Juliusza Cezara czytamy, że wódz galijski Wirydowiks został pokonany przez Kwintusa Tyturiusza Sabinusa. Ten zaprowadził go przed Cezara i za okup Gal wyjawił mu "tajemnicę igły";
- W 911 roku, traktat z Saint-Clair-sur-Epte, zawarty między królem Franków Karolem III Prostakiem a wodzem wikingów Rolfem, pozwolił Normanom na osiedlenie się w Neustrii. W dokumencie po nazwisku wodza pojawiają się tytuły, w tym "mistrz tajemnicy Igły";
- W 1431 roku, w dwuznacznym zdaniu podczas przesłuchania, Joanna d'Arc wyznała, że ma jeszcze jedną tajemniczą rzecz do oznajmienia królowi Francji. Jej sędziowie odpowiedzieli: "Tak, wiemy, co to jest, i dlatego, Joanno, zginiesz";
- W 1520 r. Franciszek I przebywał w mieście, które założył trzy lata wcześniej, Hawrze (Normandia). Upominając notabli, wypowiedział zdanie przekazane przez pamiętnik mieszczanina z Honfleur: "Królowie Francji noszą w sobie tajemnice, które regulują bieg rzeczy i losy miast";
- W XVI wieku Henryk IV czasami przysięgał "na cnotę Igły";
- W 1692 r. Edmund Gibson opublikował jedno z pierwszych drukowanych wydań Kroniki anglosaskiej. Na stronie 134 tomu jest mowa o Wilhelmie Zdobywcy (XI wiek), którego sztandar miał na końcu ostry czubek, a w nim szczelinę jak igła.

Rezultaty badań Larbrie zostały opublikowane w broszurze w czerwcu 1815 roku, w tym samym czasie co bitwa pod Waterloo. Był to czas wstrząsów, w którym rewelacje zawarte w książeczce mogły pozostać niezauważone. Autor tego dokumentu podaje również, że podczas kampanii francuskiej, służąc jako oficer Napoleona, znalazł schronienie w zamku prowadzonym przez starego rycerza. Ten opowiedział mu o budowli, która jest niczym innym jak Château de l’Aiguille. Budynek został zbudowany przez Ludwika XIV, aby zmylić tych, którzy mogli usłyszeć o "tajemnicy igły" i którzy znaleźliby w nim naturalne wyjaśnienie tej tajemnicy.
W następnym rozdziale ten sam M. de Massiban powiedział Isidore’owi Beautreletowi, że znalazł tajemniczy fragment w rękopisie Le Siècle de Louis XIV Voltaire’a (opublikowanym w 1751). Usunięty w różnych wydaniach, znajduje się w rozdziale XXV. Osobliwości i anegdoty z czasów panowania Ludwika XIV. Autor podaje, że usłyszał ciekawą historię od swojego przyjaciela, intendenta Louisa-François Le Fèvre de Caumartin (przyjaciela ministra Michela Chamillarta). Na wieść o zamachu na M. de Larbeyrie, Ludwik XIV wyjechał w pośpiechu powozem, powtarzając "wszystko stracone". W następnym roku syn i córka zmarłego zostali wygnani do swoich ziem w Prowansji i Bretanii. Należy zauważyć, że Chamillart był ostatnim ministrem, który posiadał tajemnicę Człowieka w żelaznej masce. To pokazuje związek między tymi sprawami. Sugeruje również, że kapitan użył swojego egzemplarza tajemniczej księgi, aby wydobyć klejnot znaleziony w czasie zabójstwa, prawdopodobnie z królewskiego skarbu.

## Sequel
Bezpośrednim sequelem tej powieści, opisującym starcie Lupina i La Griffe, jest powieść Le second visage d’Arsène Lupin autorstwa Boileau-Narcejac z 1975 roku.

## Współczesne nawiązania
W styczniu 2021 roku Netflix rozpoczął nadawanie serialu Lupin, składającego się w pierwszym sezonie z pięciu odcinków: rozgrywają się one w czasach współczesnych i przedstawiają fikcyjnego mistrza złodziei Assane Diop. Główny bohater traktuje historie Lupina jako swoją osobistą biblię podczas wykonywania spektakularnych kradzieży. Piąty odcinek serialu został nakręcony w gminie Étretat i jej okolicach, gdzie Maurice Leblanc posiadał dom, w którym obecnie jest muzeum. Jest to nawiązanie do znajdującej się w Étretat wydrążonej iglicy.

## Rozdziały
Powieść w oryginale składa się z następujących rozdziałów:
- Chapitre 1 – Le coup de feu
- Chapitre 2 – Isidore Beautrelet, élève de rhétorique
- Chapitre 3 – Le cadavre
- Chapitre 4 – Face à face
- Chapitre 5 – Sur la piste
- Chapitre 6 – Un secret historique
- Chapitre 7 – Le Traité de l’Aiguille
- Chapitre 8 – De César à Lupin
- Chapitre 9 – Sésame, ouvre-toi !
- Chapitre 10 – Le trésor des rois de France